# Том Рапнуи
Том Рапнуи Зарандона (на френски: Tom Rapnouil-Zarandona) е френски футболист, който играе на поста ляв бек.

## Кариера
Рапнуи прави дебюта си за първия отбор на Тулуза на 7 август 2021 г., при победата с 0:1 като гост на По.

### Ботев Враца
На 31 август 2022 г. Том е пратен под наем в Ботев (Враца). Дебютира на 2 септември при загубата с 2:1 като гост на Пирин (Благоевград).

### ЦСКА 1948
На 22 юни 2023 г. Рапнуи е обявен за ново попълнение на ЦСКА 1948. Прави дебюта си на 15 юли при победата с 1:2 като гост на Левски (София).

## Национална кариера
На 20 февруари 2019 г. французинът дебютира в приятелски мач за националния отбор на Франция до 18 г., при победата с 3:0 като домакин на националния отбор на Италия до 18 г.

## Успехи
Тулуза
- Лига 2 (1): 2021/22